# Ostasienspiele 1997/Badminton
Bei den Ostasienspielen 1997 wurden vom 10. bis zum 19. Mai im Pukyong National University Gymnasium in Busan sieben Badmintonwettbewerbe ausgetragen.

## Medaillengewinner
| Disziplin    | Gold                       | Silber                    | Bronze                        |
| ------------ | -------------------------- | ------------------------- | ----------------------------- |
| Herreneinzel | Fung Permadi               | Fumihiko Machida          | Chen Wei                      |
| Herreneinzel | Fung Permadi               | Fumihiko Machida          | Jang Chun-woong               |
| Dameneinzel  | Lee Joo Hyun               | Takako Ida                | Sun Jian                      |
| Dameneinzel  | Lee Joo Hyun               | Takako Ida                | Zeng Yaqiong                  |
| Herrendoppel | Lee Dong-soo Yoo Yong-sung | Choi Ji-tae Kim Joong-suk | Que Ning Liang Yong Ping      |
| Herrendoppel | Lee Dong-soo Yoo Yong-sung | Choi Ji-tae Kim Joong-suk | Takuya Katayama Yuzo Kubota   |
| Damendoppel  | Zhang Jin Peng Xinyong     | Wang Li Liu Lufang        | Chikako Nakayama Takae Masumo |
| Damendoppel  | Zhang Jin Peng Xinyong     | Wang Li Liu Lufang        | Peng Ju-yu Chen Mei-cun       |
| Mixed        | Lee Dong-soo Yim Kyung-jin | Yang Ming Zhang Jin       | Yoo Yong-sung Lee Kyung-won   |
| Mixed        | Lee Dong-soo Yim Kyung-jin | Yang Ming Zhang Jin       | Hu Zhilang Peng Xinyong       |
| Herrenteam   | Südkorea                   | China                     | Japan                         |
| Herrenteam   | Südkorea                   | China                     | Chinesisch Taipeh             |
| Damenteam    | China                      | Südkorea                  | Chinesisch Taipeh             |
| Damenteam    | China                      | Südkorea                  | Japan                         |